# John Mugabi
John Mugabi (* 4. März 1960 in Kampala als John Paul Mugabi) ist ein ehemaliger ugandischer Boxer und ehemaliger WBC-Weltmeister im Halbmittelgewicht. Bei den Amateuren gewann er die Silbermedaille im Weltergewicht bei den Olympischen Spielen 1980 in Moskau.

## Amateurkarriere
Mugabi, ein Stammesangehöriger der Mutoro, welcher Swahili spricht, begann im Alter von 6 Jahren beim Club KCC in Kampala unter Fred Genzain mit dem Boxsport und wurde später in die ugandische Nationalmannschaft einberufen, wo er von Grace Sseruwagi trainiert wurde.
Seine größten Erfolge im Amateurbereich waren der Gewinn einer Bronzemedaille im Halbweltergewicht bei den Afrikaspielen 1978 in Algier und der Gewinn der Silbermedaille im Weltergewicht bei den Olympischen Sommerspielen 1980 in Moskau. Mit Siegen gegen Georges Koffi, Paul Rasamimanana, Mehmet Bogujevci und Kazimierz Szczerba hatte er das olympische Finale erreicht, wo er gegen Andrés Aldama unterlegen war.

## Profikarriere
Noch 1980 kam er mit dem britischen Promoter Mickey Duff und dem Trainer George Francis in Kontakt, welche ihn mit Hilfe des Boxagenten Jack Edwards nach London holten. Francis schuf auch seinen späteren Kampfnamen „The Beast“, zurückzuführen auf seinen Kampfstil und seine Schlagkraft. Der westdeutsche Promoter Wilfried Sauerland einigte sich zudem mit Mickey Duff auf einen Deal, der beiden Promotern gleiche Werberechte um den Boxer einräumte. So kam es, dass Mugabi 7 seiner ersten 13 Kämpfe in Deutschland bestritt. Ab 1983 boxte er fast ausschließlich in den USA und lebte zu dieser Zeit in Tampa, wo er auch vom Promoter Phil Alessi gefördert wurde. Zeitweise trainierte er auch in Arizona.
Er gewann 25 Kämpfe in Folge vorzeitig, 21 davon innerhalb von nur vier Runden und stieg damit zum Nummer-1-Herausforderer aller drei damals bedeutenden Weltverbände (WBC, WBA, IBF) im Mittelgewicht auf, deren Gürtel zu diesem Zeitpunkt von Marvin Hagler gehalten wurden. Den Kampf gegen Titelträger Hagler verlor er am 10. März 1986 in Las Vegas nach guter Vorstellung durch K. o. in der elften Runde. In seinem nächsten Kampf, um den von Thomas Hearns niedergelegten WBC-Weltmeistertitel im Halbmittelgewicht, verlor er dann am 5. Dezember 1986 in Las Vegas durch TKO in Runde 3 gegen die Nummer 2 des Verbandes, Duane Thomas.
Durch acht vorzeitige Siege erkämpfte er sich erneut den Status des WBC-Herausforderers im Halbmittelgewicht und gewann den Titel diesmal am 8. Juli 1989 in Cergy-Pontoise durch TKO in der ersten Runde gegen René Jacquot, verlor jedoch in der ersten Titelverteidigung am 31. März 1990 selbst durch TKO in der ersten Runde gegen Terry Norris. Eine weitere Niederlage durch TKO in Runde 1 erlitt er am 20. November 1991 in London beim Kampf um den vakanten WBO-Weltmeistertitel im Mittelgewicht gegen Gerald McClellan.
Nach einer rund fünfjährigen Auszeit boxte er ab 1996 in Australien und bestritt noch acht Kämpfe mit vier Siegen, einem Unentschieden und drei Niederlagen, ehe er seine Karriere im Januar 1999 beendete.

## Nach dem Boxen
Im Jahr 2017 war Mugabi Vater von fünf Kindern und lebte im australischen Brisbane.